# Astatula
Astatula ist eine Stadt im Lake County im US-Bundesstaat Florida. Das U.S. Census Bureau hat bei der Volkszählung 2020 eine Einwohnerzahl von 1.889 ermittelt.

## Geographie
Astatula liegt rund 10 km südlich von Tavares sowie etwa 40 km nordwestlich von Orlando am Ostufer des Lake Harris.

## Demographische Daten
Laut der Volkszählung 2010 verteilten sich die damaligen 1810 Einwohner auf 750 Haushalte. Die Bevölkerungsdichte lag bei 317,5 Einw./km². 81,1 % der Bevölkerung bezeichneten sich als Weiße, 1,7 % als Afroamerikaner, 0,8 % als Indianer und 1,2 % als Asian Americans. 13,2 % gaben die Angehörigkeit zu einer anderen Ethnie und 2,0 % zu mehreren Ethnien an. 26,7 % der Bevölkerung bestand aus Hispanics oder Latinos.
Im Jahr 2010 lebten in 38,3 % aller Haushalte Kinder unter 18 Jahren sowie 32,4 % aller Haushalte Personen mit mindestens 65 Jahren. 75,6 % der Haushalte waren Familienhaushalte (bestehend aus verheirateten Paaren mit oder ohne Nachkommen bzw. einem Elternteil mit Nachkomme). Die durchschnittliche Größe eines Haushalts lag bei 2,89 Personen und die durchschnittliche Familiengröße bei 3,24 Personen.
29,6 % der Bevölkerung waren jünger als 20 Jahre, 22,7 % waren 20 bis 39 Jahre alt, 27,3 % waren 40 bis 59 Jahre alt und 20,6 % waren mindestens 60 Jahre alt. Das mittlere Alter betrug 38 Jahre. 50,1 % der Bevölkerung waren männlich und 49,9 % weiblich.
Das durchschnittliche Jahreseinkommen lag bei 44.214 $, dabei lebten 14,0 % der Bevölkerung unter der Armutsgrenze.
Im Jahr 2000 war Englisch die Muttersprache von 82,27 % der Bevölkerung und spanisch sprachen 17,73 %.

## Wirtschaft
Eine nennenswerte Industrie gibt es nicht. Die hauptsächlichen Beschäftigungszweige sind: Ausbildung, Gesundheit und Soziales: (11,6 %), Handel / Einzelhandel: (10,6 %), Produktion: (11,7 %), Baugewerbe: (10,0 %).

## Verkehr
Größere Straßen gibt es im Stadtgebiet keine. Die Florida State Road 19 führt westlich an der Stadt vorbei. Der nächste Flughafen ist der Orlando Sanford International Airport (50 km östlich).

## Kriminalität
Die Kriminalitätsrate lag im Jahr 2010 mit 46 Punkten (US-Durchschnitt: 266 Punkte) im sehr niedrigen Bereich. Es gab zwei Körperverletzungen, vier Einbrüche und vier Diebstähle.